# Ngurensiti
Ngurensiti is een bestuurslaag in het regentschap Pati van de provincie Midden-Java, Indonesië. Ngurensiti telt 3356 inwoners (volkstelling 2010).